# Alice Colin
Pour les articles homonymes, voir Colin.

Couverture du livre sur le sac de Dinant en 1914.

Alice Colin, née le 8 avril 1878 à Molenbeek-Saint-Jean et décédée à  Knokke-Heist  le 11 juillet 1962, surnommée la peintre des sanctuaires, est une peintre d'intérieurs d'églises. En 1930, elle dispose d'un atelier d'été à Heist et d'un atelier d'hiver à Bruges. Écrivain,  elle publie des textes historiques, des poésies, des contes et des pièces de Théâtre: (1908) Premier vol vers l'asur (poésie) - (1910) En glanant sur les cœurs (contes) - (1912) L'éducation par les faits (morale) - (1914) Contes bleus - (1914) Le Mal secret (comédie en 3 actes) - (1916) Muse ou Femme (comédie en 1 acte) - (1918) Le sac de Dinant en 1914 (historique) (Français & anglais)
Signe : Alice Colin 

## Autres noms
- Elst, Alice van der
- Van der Elst-Colin, Alice
- Vanderelst, Alice Colin-
- Vanderelst-Colin, Alice
- Vanderelst, Alice